# Jascha Horenstein
Jascha Horenstein (Kiev, 6 maggio 1898 – 2 aprile 1973) è stato un direttore d'orchestra statunitense.

## Biografia
Horenstein nacque a Kiev, Impero russo, adesso Ucraina, in una nota famiglia ebraica. Sua madre, Marie Ettinger, veniva da una famiglia di rabbini austriaci e suo padre, Abraham Horenstein, era russo.
Nel 1906 la sua famiglia si trasferì a Koenigsberg. Nel 1911 si trasferì a Vienna dove Horenstein dal 1916 studiò all'Universität für Musik und darstellende Kunst Wien con Joseph Marx, teoria musicale e Franz Schreker, composizione.
Nel 1920 Horenstein si trasferì a Berlino dove fu assistente di Wilhelm Furtwängler. Negli anni venti condusse l'Orchestra Sinfonica di Vienna e i Berliner Philharmoniker. Nel 1928 divenne il principale direttore dell'Opera di Düsseldorf e nel 1929 ne divenne il direttore musicale. Fu costretto a lasciare il suo incarico nel marzo del 1933 dopo che il Partito Nazista arrivò al potere. L'incarico a Düsseldorf fu l'unico stabile della sua carriera. Per sfuggire ai nazisti si trasferì negli Stati Uniti nel 1940 e in seguito divenne cittadino americano. Insegnò alla New School for Social Research in New York.

## Repertorio
Horenstein è ricordato soprattutto come un interprete della musica moderna e come un direttore di Mahler, sebbene il suo repertorio fosse abbastanza ampio come mostra la sua discografia. Nel 1929 condusse il primo dei tre movimenti della Suite lirica di Alban Berg in un arrangiamento per orchestra d'archi. Nel 1950 diresse a Parigi la prima esecuzione del Wozzeck di Berg. .
Horenstein diresse i lavori di Anton Bruckner e Gustav Mahler per tutta la sua carriera e mostrò interesse ai lavori di Carl Nielsen, che conosceva personalmente, in un periodo in cui questi compositori non erano alla moda. Nel 1952 la registrazione Vox della Sinfonia n°9 di Mahler fu la prima registrata in studio e la seconda registrazione pubblicata. Parecchi anni dopo registrò una versione originale della Sinfonia n°9 di Bruckner. Registrò in studio numerose altre sinfonie di Mahler in vari momenti della sua carriera, tra queste Das Lied von der Erde. Recentemente vari concerti di Horenstein sono stati rieditati dall'etichetta BBC Legends, compreso il celebre concerto del 1959 alla Royal Albert Hall in cui fu eseguita la Sinfonia n°8 di Mahler, e il concerto del 1972 a Manchester in cui fu eseguito Das Lied von der Erde.
Negli ultimi anni della sua vita Horenstein registrò la Terza Sinfonia di Robert Simpson, la musica di Paul Hindemith e di Richard Strauss. Tra le sue opere registrate si può trovare il Saul og David di Nielsen. L'ultima opera che diresse fu il Parsifal di Richard Wagner nel marzo 1973 con la Royal Opera House al Covent Garden.
Nel 1971 durante la Quinta Sinfonia di Nielsen a Minneapolis fu colpito da un attacco cardiaco. Sebbene gli fosse stato prescritto di ridurre i suoi concerti egli continuò a dirigere. Nel momento della sua morte stava pianificando di dirigere la Quinta, la Sesta e la Settima sinfonia di Mahler.